# Estación El Pensamiento
El Pensamiento es una ex estación ferroviaria que se ubicaba en la localidad del mismo nombre, en el partido de Coronel Pringles, Provincia de Buenos Aires, Argentina.

## Historia
Su construcción finalizó en 1910 a cargo del Ferrocarril Rosario a Puerto Belgrano.
El pueblo y la estación tomaron su nombre de una estancia cercana. En su apogeo había tres almacenes, el más grande llevaba el nombre del pueblo, era parada de carretas. Todavía pueden verse numerosas ruinas. La suerte cambió, tras la clausura en 1977  y posterior levantamiento, el pueblo que supo tener  1000 habitantes en la bella pradera del partido de Coronel Pringles sufrió el éxodo de casi todos sus pobladores. Para acelerar la desaparición del pueblo las casas vacías fueron a remate al poco tiempo.
Actualmente, El Pensamiento mantiene cuatro habitantes. Los pocos residentes buscan darle un impulso de turismo rural y buscan reabrir el viejo almacén que está desocupado que en 2023 está en alquiler. Aun se mantiene en pie también la estación y la escuela rural que cuenta con alrededor de 10 alumnos. Solo la escuela tiene energía solar y el resto del pueblo tampoco tiene señal de celular.
Es un importante destino para el senderismo y el turismo rural que busca lugares históticos.